# Házi Könyvtár
A Házi Könyvtár egy vegyes tartalmú 19. század végi magyar könyvsorozat volt. A Szent István Társulat gondozásában Budapesten 1871 és 1887 között megjelent változatos tartalmú (útleírási, szépirodalmi, történelmi, filozófiai, teológiai) és terjedelmű (100–400 oldal) 52 kötet a nagyközönség mellett az egyes szakterületek képviselői számára is eléggé lapos volt. Az egyes kötetek között szerepeltek a kiadó vállalat évkönyvei is. A sorozat a következő volt:
- 1. köt. A Szent-István-társ. évkönyve 1871-re. (106 l.) 1871.
- 2. köt. Pór Antal. Szent István király. Tört. tanulmány. (152 l.) 1871.
- 3. köt. Zádori. Földünk helyzete a mindenségben. (94 l.) 1871.
- 4. köt. Bergmann József. IX. Pius pápa. Életrajzi vázlat. (70 l.) 1871.
- 5. köt. Széphalmi Sz. M. és E. A. G. Jó tanácsok népünk anyagi és szellemi jóllétének előmozdítására. (148 l.) 1871.
- 6. köt. Klopsfock. Messiás I–X. ének. Ford. Tárkányi. (XXX és 291 l.) 1871.
- 7. A Szent-István-társ. évkönyve 1872-re. (115 l.) 1872.
- 8. Az ember származása. Sidney Herbert Laing. „A megczáfolt Darwinismus” czímű tanulmánya után. (72 l.) 1872.
- 9–11. Frankl Vilmos. A magyar nemzet története. 3 köt. (191, 338, 400 l.) 1872–73.
- 12. köt. Lázár Kálmán, gr. A szabad természetből. Képek és vázlatok. (VI és 254 l.) 1873.
- 13. köt. A Szent-István-társ. évkönyve 1873-ra. (80 l.) 1873.
- 14. köt. Pór Antal. Hunyady János. Történelmi tanulmány. (310 l.) 1873.
- 15. köt. A Szent-István-társ. évkönyve 1874-re. (103 l.) 1874.
- 16. köt. Zádor János. Éjszakafrikai úti vázlatok. I. Egyiptom. (257 l.) 1874.
- 17. köt. Lázár Kálmán, gr. Hasznos és kártékony állatainkról. (132 l.) 1874.
- 18–19. köt. Ipolyi Arnold. Vörösmarti Mihály XVII. századi magyar író élete és munkái. 2 köt. (320, 321–692 l.) 1874–75.
- 20. köt. Maszlaghy Ferencz. Délfrancziaországból úti vázlatok. (374 l.) 1875.
- 21. köt. A Szent-István-társ. évkönyve 1875-re.
- 22. Hasznos kártékony állatainkról. II. Krisch János. Halak. Fametszetekkel. (VIII, 149 l.) 1876.
- 23–24. VII. Pius pápasága. 2. rész. (IV, XVI, 430; XXI, 442 l.) 1876.
- 25. A Szent-István-társulat évkönyve. 1877. (95 l.) 1877.
- 26. Soós Mihály. A keresztény álláspontja a természetben. I. kötet. (XVI. 534 l.) 1877.
- 27. A Szent-István-társulat évkönyve.1878. (231 l.) 1878.
- 28–29. Füssy Tamás. IX. Pius pápasága. 2. rész. (IV, XI, VI, 639; XVI, 560 l.) 1878–79.
- 30. Fraknói Vilmos. Vitéz János esztergomi érsek élete. (X, 247 l.) 1879.
- 31. Soós Mihály. A keresztény álláspontja a természetben. II. kötet. (XX, 532 l.) 1879.
- 32. A Szent-István-társulat évkönyve 1879. (104 l.) 1879.
- 33. Pór Antal. Aeneas Sylvius. II. Pius pápa. Élet- és korrajz. (VIII, 384 l.) 1880.
- 34. A Szent-István-társulat évkönyve 1880. (92 l.) 1880.
- 35. Füssy Tamás. IX. Pius pápaságába. III. kötet. (XV; 596 l.) 1880.
- 36. A Szent-István-társulat évkönyve 1881. (88 l.) 1881.
- 37. Sós Mihály. A keresztény álláspontja a természetben. III. kötet. (XVI, 581 l.) 1882.
- 38–39. Hoványi. Fensőbb katholiczizmus elemei. 2. kiadás. 2 kötet. (XI, 356; IX, 359 l.) 1881–82.
- 40. A Szent-István-társulat évkönyve. 1882. (98 l.) 1882.
- 41. Szentimrei Márton. Svéd Krisztina. Élet- és korrajz. (278 l.) 1882.
- 42. Emlékkönyv. (421 l.) 1882.
- 43. Apponyi Albert gr. és Apáthy István. A magyarországi katholikus vallási és tanulmányi alapitványok jogi természetének megvizsgálására, a képviselőház 1880. szept. 30-iki ülésének kirendelt bizottság előadóinak jelentései. (130 l.) 1883.
- 44. Hoványi. Ujabb levelek a fensőbb katholiczismusról. I. kötet. (XII, 547 l.) 1883.
- 45. A Szent-istván-társulat évkönyve 1883. (102 l.) 1883.
- 46–47. Gonazales Zeferin. Tanulmányok Aquinói Szent Tamás bölcsészetéről. Spanyol eredeti után forditva. 2 kötet. (XI, 675; 580 l.) 1883–84.
- 48. A Szent-István-társulat évkönyve 1884. (100 l.) 1884.
- 49. Fraknói Vilmos. Magyarország a mohácsi vész előtt. A pápai követek jelentései alapján. (XVI, 304 l.) 1884.
- 50. Gonzales Zeferin. Tanulmányok Aquinói Szent Tamás bölcsészetéről. III: kötet. (682 l.) 1885.
- 51. Hoványi. Ujabb levelek a fensőbb katholiczismusról. II. kötet. (XII, 662 l.) 1885.
- 52. A Szent-István-társulat évkönyve 1885. (100 l.)
- 53. Schaeffer Sebestyén: Kolping Adolf. Életr. Ford. Ruschek Antal. 1886
- 54. A Szent István Társulat évkönyve 1886-ra. 1886.
- 55. Ruschek Antal: A katolikus legényegylet magyar földön. 1887.